# Guzmania diffusa
Guzmania diffusa är en gräsväxtart som beskrevs av Lyman Bradford Smith. Guzmania diffusa ingår i släktet Guzmania och familjen Bromeliaceae. Inga underarter finns listade i Catalogue of Life.